# Ehető mesék
Az Ehető mesék magyar vegyes technikájú tévéfilmsorozat, amelyben valós térben élőszereplők gyümölcsökkel és zöldségekkel animálnak térben és szereplőkben szórakoztató történeteket. Kormos Ildikó rendezte, a producer Ordódy Judit. Magyarországon 2014. december 24-étől az M2 tűzte műsorra.

## Ismertető
Ez a tévéfilmsorozat Móra Ferenc Kecskebál című versén és a Három szabó legények című magyar népmeséjén alapul. A történet szereplői animált figurák, amelyeket ehető dolgokból készítettek el. A figurák különböző gyümölcsökből és zöldségekből készültek. Ezek a szórakoztató és mesés történetek otthon is eljátszhatóak, több fajta gyümölcsökből és zöldségekből összeállított figurákkal, és melléjük való kellékekkel a háttérhez.

## Epizódok
1. Kecskebál – Három szabó legények
2. Sün Balázs
3. A török és a tehenek